# Зара (сын Иуды)
Зара, евр. Зерах (Зе́раха) (ивр. זרַח‎; «солнце»), — ветхозаветный персонаж; брат-близнец Фареса, которого родила Фамарь от своего свёкра Иуды — одного из двенадцати сыновей Иакова.
В момент родов Фамари первой показалась рука Зары, и повивальная бабка (Быт. 38:28) повязала красную нитку на его руку, но он не смог родиться первым, первым вышел из утробы его брат Фарес (евр. Перец; «расторгающий»), которого назвали так потому, что он «расторг преграду».
Он был родоначальник поколения Зарина. Зара упоминается в родословии Иисуса Христа, как сын Иуды от Фамари (Мф. 1:3).